# الانتخابات التشريعية النمساوية 2017
الانتخابات التشريعية النمساوية 2017 هي الانتخابات التشريعية النمساوية التي جرت في 15 أكتوبر 2017، في النمسا، لانتخاب أعضاء المجلس الوطني للنمسا، وقد بلغت عدد الأصوات المشاركة في الانتخابات 5,120,881  صوتاً، قبل منها 5,069,929 صوتاً.

## معرض صور

## الأحزاب المشاركة
| الحزب                               | عدد الأصوات |
| ----------------------------------- | ----------- |
| الحزب الديمقراطي الاجتماعي النمساوي | 1,361,746   |
| حزب الشعب النمساوي                  | 1,595,526   |
| حزب الحرية النمساوي                 | 1,316,442   |
| الخضر - البديل الخضر                | 192,638     |
| NEOS (Austria) ‏                     | 268,518     |
| JETZT (party) ‏                      | 223,543     |
| My Vote Counts! ‏                    | 48,234      |
| Free List Austria ‏                  | 8,889       |
| الحزب الشيوعي النمساوي              | 39,689      |
| Weiße ‏                              | 9,167       |
| حزب اليسار الاشتراكي                | 713         |
| Men's Party ‏                        | 221         |
| Christian Party of Austria ‏         | 425         |
| New Movement for the Future ‏        | 2,724       |
| Homeless in Politics ‏               | 761         |